# K-9 and Company
K-9 and Company est la première série dérivée de Doctor Who. Créée en 1981, la série devait mettre en scène les anciens compagnons du Docteur K-9 et Sarah Jane Smith. La série ne dépassera pas l'épisode pilote, nommé A Girl's Best Friend (« le meilleur ami d'une femme ») et diffusé le 28 décembre 1981, qui fut longtemps considéré par les fans comme un épisode spécial de Noël. Les événements qui y sont relatés font partie de la mythologie de la série Doctor Who.
La série tourne autour de Sarah Jane Smith, compagne du troisième et du quatrième Docteur de retour sur Terre. Celle-ci se fait aider dans ses investigations journalistes par une version du chien robot K-9 que lui a envoyé le Docteur.

## A Girl's Best Friend

### Synopsis
Sarah Jane rend visite à sa tante Lavinia dans le village de Moreton Harwood pour les vacances de noël, mais découvre que celle-ci est partie précipitamment avant son arrivée. N'ayant aucune nouvelle de celle-ci, elle récupère neveu de Lavinia, Brendan, un jeune lycéen à la gare. À l'intérieur de la maison de Lavinia, ils trouvent une caisse laissée depuis plusieurs années par le Docteur à l'adresse de Sarah Jane. À l'intérieur, ils trouvent un robot K-9 qu'ils adoptent rapidement. Alors que Brendan teste les fonctionnalités de K-9, qu'il trouve fascinant, Sarah Jane décide d'enquêter sur la disparition de Lavinia. En posant des questions aux habitants des environs, elle découvre que Lavinia s'était fait des ennemies après avoir écrit un papier dans le journal local au sujet d'actes de sorcelleries qui auraient lieu la nuit.
Alors qu'il est dans le jardin avec K-9, Brian est attaqué par les jardiniers de Lavinia, George Tracey et son fils Peter. Celui-ci est mis en déroute par K-9 qu'il ne distingue pas bien et pense être un chien de l'enfer. George et Peter faisant partie de la secte des sorcier, ils interprètent cela comme un signe de la déesse Hécate et enlèvent Brendan le soir suivant, alors que Sarah est plongée dans son enquête.
Sarah Jane finit par cacher K-9 dans la maison des Tracey. Ayant enregistrés leur discussion, ils découvrent qu'ils ont pour projet de sacrifier Brendan. Après avoir tenté, en vain, de prévenir la police locale, Sarah Jane découvre que la cérémonie aura lieu ce soir-là, lors du solstice d'hiver. Après avoir tenté d'intervenir dans les églises des environs, elle découvre que la cérémonie a lieu dans une chapelle abandonnée se trouvant sur les terres de Lavinia. Ils arrivent juste à temps pour sauver Brendan du sacrifice et découvrent que la secte est composée des habitants du village.
Peu de temps avant de célébrer noël, Sarah Jane reçoit un coup de fil de sa tante Lavinia qui lui apprend qu'elle était partie pour une raison de travail. L'épisode se finit sur K-9 apprenant les paroles de "We Wish You a Merry Christmas."

### Distribution
- Elisabeth Sladen — Sarah Jane Smith
- John Leeson  — Voix de K-9 Mark III
- Colin Jeavons – George Tracey
- Bill Fraser – Bill Pollock
- Nigel Gregory – Vince Wilson
- Sean Chapman – Peter Tracey
- Mary Wimbush – Aunt Lavinia
- Ian Sears – Brendan Richards
- Linda Polan – Juno Baker
- Neville Barber – Howard Baker
- John Quarmby – Henry Tobias
- Gillian Martell – Lily Gregson
- Stephen Oxley – P.C. Carter

### Continuité avec le Whoniverse
- Sarah Jane avait déjà parlé de sa tante Lavinia dans « The Time Warrior. »
- Le robot est appelé K-9 Mark III. C'est en effet, le troisième à apparaître dans l'univers de Doctor Who. Le premier est apparu en 1977 dans « The Invisible Enemy » et reste avec Leela sur Gallifrey à la fin de « The Invasion of Time. » Le second apparaît dans « The Ribos Operation » et reste avec Romana à la fin de « Warriors' Gate. » Le cadeau du Docteur a dû donc être fait en 1978 avant « The Ribos Operation. »
- Lorsque K-9 révèle qu'il est un cadeau du Docteur, un leitmotiv du thème de Doctor Who peut être entendu en arrière-plan. De plus, Brendan pose la traditionnelle question de "qui est le Docteur ?"
- Sarah Jane est heureuse que le Docteur ne l'ai pas oubliée, une promesse qu'il lui avait fait à la fin de l'épisode « The Hand of Fear. »
- Le fait que cet épisode ait lieu en décembre 1981 après les aventures menées par Sarah Jane avec le 3e et 4e Docteur entre en conflit avec les épisodes mettant en scène UNIT, censés se passer dans les années 1980.
- Lavinia décrit Sarah Jane en disant qu'elle "n'est pas capable de rester assez longtemps sur place pour lécher un timbre". Sarah Jane utilisera la même métaphore dans l'épisode « The Temptation of Sarah Jane Smith » de la série The Sarah Jane Adventures. En 2007, Sarah Jane explique d'ailleurs que celle-ci est morte, dans l'épisode « Invasion of the Bane » et on évoque brièvement son héritage dans l'épisode de 2009 « The Wedding of Sarah Jane Smith. »
- On peut revoir Sarah Jane et son K-9 deux ans plus tard, dans « The Five Doctors » puis 20 ans plus tard, dans « L'École des retrouvailles » où le Docteur le répare et le transforme en K-9 Mark IV. Une nouvelle publiée entre les deux explique que K-9 est tombé en panne faute de pièces de rechange.
- Durant les premières années de diffusion de la série The Sarah Jane Adventures, K-9 n'apparut que brièvement (pour des raisons de droit avec la série K-9) mais restera toujours en possession de Sarah Jane. On peut d'ailleurs le voir en possession de celle-ci dans l'épisode de Doctor Who, « La Fin du voyage. »